# Rudolf Viole
Rudolf Viole, né le 10 mai 1825 à Schochwitz, arrondissement de Mansfeld-Lac (de) et mort le 7 décembre 1867 à Berlin, est un pianiste et compositeur prussien.

## Biographie
Il fait ses études avec Henteschel à Weissenfels et avec Franz Liszt.
Il exerce des activités de professeur de piano et de musicographe à Berlin.